# Калао кремоводзьобий
Калао кремоводзьобий (Bycanistes cylindricus) — вид птахів родини птахів-носорогів (Bucerotidae).

## Поширення
Вид поширений в Західній Африці від Сьєрра-Леоне до Гани. Його природним середовищем проживання є низинні тропічні дощові ліси, хоча його також можна знайти в плантаціях і деградованих лісах.

## Опис
Птах завдовжки 60-70 см, вагою — 900—1400 грам. Це птах-носоріг з чорним оперенням, зосередженим на передній частині тіла, і білим оперенням на кінчиках крил і хвоста. Дзьоб у самців яскраво-жовтий, а у самиць тьмяно-сірий. У самця на дзьобі є великий порожнистий шолом, який у самиці дещо менший.

## Спосіб життя
Шукає поживу в кронах великих дерев або окремих дерев на висоті від 25 до 50 метрів над землею. Однак у деяких випадках може спускатися до нижньої рослинності другорядних лісів. Трапляється парами або невеликими групами, але на фруктових деревах іноді збирається групами до 90 особин. Близько 90 % раціону складають фрукти. Також харчується комахами, яйцями та пташенятами.